# Okręg wyborczy Bossiney
Okręg wyborczy Bossiney powstał w 1552 r. i wysyłał do angielskiej, a następnie brytyjskiej, Izby Gmin dwóch deputowanych. Okręg był położony w Kornwalii. Został zlikwidowany w 1832 r.

## Deputowani do brytyjskiej Izby Gmin z okręgu Bossiney

### Deputowani w latach 1552-1660
- 1584–1585: Francis Drake
- 1625: Francis Cottington
- 1626–1629: Charles Lambart, 2. baron Lambart
- 1640–1641: John Clotworthy
- 1640–1648: Christopher Yelverton
- 1641–1642: Ralph Sydenham
- 1647–1648: Lionel Copley
- 1659: Thomas Povey
- 1659: Samuel Trelawney

### Deputowani w latach 1660-1832
- 1660–1661: Francis Gerard
- 1660–1660: Charles Pym
- 1660–1661: William Brereton
- 1661–1679: Robert Robartes
- 1661–1673: Richard Rous
- 1673–1679: Francis Robartes
- 1679–1679: William Coryton
- 1679–1679: John Tregagle
- 1679–1685: Charles Robartes
- 1679–1681: Narcissus Luttrell
- 1681–1685: Peter Colleton
- 1685–1689: John Cotton
- 1685–1689: John Mounsteven
- 1689–1694: Peter Colleton
- 1689–1690: Humphrey Nicoll
- 1690–1695: Samuel Travers
- 1694–1695: Humphrey Nicoll
- 1695–1698: George Booth
- 1695–1698: John Manley
- 1698–1701: John Pole
- 1698–1701: John Tregagle
- 1701–1701: Francis Robartes
- 1701–1701: Thomas Watson-Wentworth
- 1701–1702: John Molesworth
- 1701–1708: John Manley
- 1702–1705: William Hooker
- 1705–1708: Simon Harcourt, torysi
- 1708–1710: Samuel Travers
- 1708–1710: Francis Foote
- 1710–1710: Francis Robartes
- 1710–1714: John Manley
- 1710–1713: Henry Campion
- 1713–1715: William Pole
- 1714–1715: Paul Orchard
- 1715–1722: Henry Cartwright
- 1715–1722: Samuel Molyneux
- 1722–1731: Robert Corker
- 1722–1727: Henry Kelsall
- 1727–1734: John Hedges
- 1731–1734: James Cholmondeley
- 1734–1741: Henry Temple, 3. wicehrabia Palmerston
- 1734–1737: Townshend Andrews
- 1737–1741: Peregrine Poulett
- 1741–1741: Richard Liddell
- 1741–1741: Thomas Foster
- 1741–1742: John Sabine
- 1741–1742: Christopher Tower
- 1742–1746: Richard Liddell
- 1742–1747: Thomas Foster
- 1746–1747: William Breton
- 1747–1747: Edward Wortley
- 1747–1752: Richard Heath
- 1747–1754: William Ord of Fenham
- 1752–1754: William Montagu
- 1754–1761: Edwin Sandys
- 1754–1768: Edward Wortley Montagu
- 1761–1766: John Richmond Webb
- 1766–1776: John Stuart, lord Mount Stuart, torysi
- 1768–1769: Henry Luttrell, torysi
- 1769–1774: George Osborn
- 1774–1784: Henry Luttrell, torysi
- 1776–1790: Charles Stuart
- 1784–1786: Bamber Gascoigne Starszy
- 1786–1790: Matthew Montagu
- 1790–1796: James Stuart
- 1790–1796: Humphrey Minchin
- 1796–1796: Evelyn Pierrepont
- 1796–1797: John Stuart-Wortley
- 1796–1802: John Lubbock
- 1797–1819: James Stuart-Wortley-Mackenzie, torysi
- 1802–1803: John Hiley Addington
- 1803–1806: George Peter Holford
- 1806–1807: Henry Baring
- 1807–1808: Peter Thellusson, torysi
- 1808–1817: John Cuffe, 2. hrabia Desart, torysi
- 1817–1818: William Yates Peel, torysi
- 1818–1826: Compton Pocklington Domvile
- 1819–1823: John Ward, torysi
- 1823–1830: John Stuart-Wortley-Mackenzie, torysi
- 1826–1832: Edward Rose Tunno
- 1830–1831: Charles Stuart-Wortley-Mackenzie, torysi
- 1831–1832: John Stuart-Wortley-Mackenzie, torysi